# Seututie 146
Pour les articles homonymes, voir Route 146.
La route régionale 146 (finnois : Seututie 146) est une route régionale allant de la seututie 140 à Järvenpää jusqu'à Kirveskoski à Pornainen en Finlande,,.

## Présentation
La seututie 146 est une route régionale d'Uusimaa.